# Раквереский район
Ра́квереский район — административно-территориальная единица в составе Эстонской ССР, существовавшая в 1950—1991 годах. Центр — Раквере. Население по переписи 1959 года составляло 41,4 тыс. чел. Площадь района в 1955 году составляла 1215,1 км².

## История
Раквереский район был образован в 1950 году, когда уездное деление в Эстонской ССР было заменено районным. В 1952 году район был включён в состав Таллинской области, но уже в апреле 1953 года в результате упразднения областей в Эстонской ССР район был возвращён в республиканское подчинение.
12 октября 1957 года к Ракверескому району была присоединена часть территории упразднённого Локсаского района, а 28 марта 1962 года — Вяйке-Марьяский район целиком.
В 1991 году Раквереский район был преобразован в уезд Ляэне-Вирумаа.

## Административное деление
В 1955 году район включал 2 города (Раквере и Кунда) и 10 сельсоветов: Вийтнаский (центр — Алснере), Виру-Ягупиский, Каарлиский, Кундаский (центр — Линнусе), Раквереский (центр — Таммикуалусе), Роэлаский (центр — Роэла-Теэяаре), Рягавереский (центр — Каньткюла), Тудуский, Ухтнаский, Хальялаский.